# 面霊気

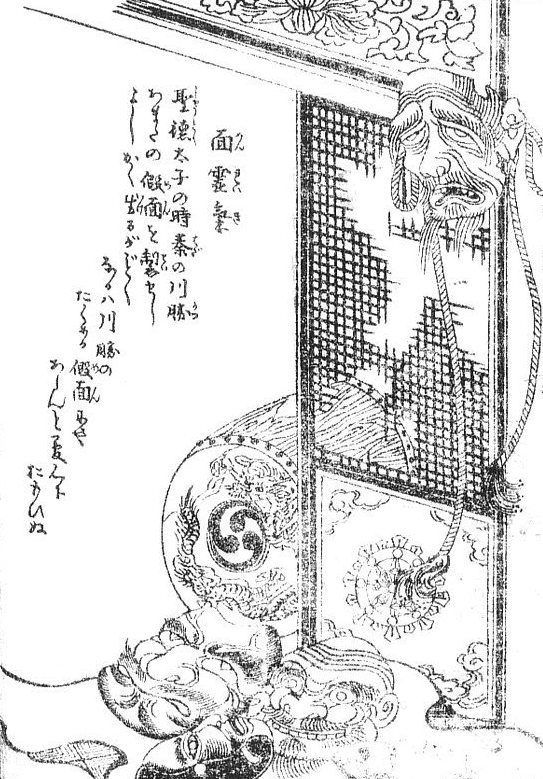
鳥山石燕『百器徒然袋』より「面霊気」

面霊気（めんれいき）は、鳥山石燕による妖怪画集『百器徒然袋』にある日本の妖怪の一つで、面の妖怪。

## 概要
石燕による解説文には「聖徳太子の時、秦の川勝あまたの仮面を製せしよし。かく生けるがごとくなるは、川勝のたくめる仮面にやあらんと、夢心におもひぬ。」とある。泰河勝（はたのかわかつ）は飛鳥時代の人物で、能・狂言の原型となった芸能・「申楽」の始祖であるという伝説を持つ。そのような、面を使う芸能とゆかりのある秦河勝の作った面がこの「面霊気」であろうかと石燕は述べている。

### 秦河勝と聖徳太子
神々をまつる六十六番の神楽に使うため、聖徳太子が秦河勝に六十六の面を作らせたことが、後の申楽（猿楽）の元祖となったという伝説があり、この伝説を素材として、石燕は能・狂言の面の妖怪として創作した面霊気の解説文を執筆したと考えられている。世阿弥による能の理論書『風姿花伝』（巻四 神祇）では、申楽について、秦河勝が六十六番の芸を見せ、聖徳太子の作による六十六の面を与えられたことが始まりであるという伝説を記している。秦河勝と聖徳太子の伝説において「申楽」は「神楽」の字から発生したとされるが、実際に聖徳太子の時代にそのような考え方があったかどうかは不明である。

## 昭和・平成以降の解説
古くなった面の化けたもので夜になると動き出す、優れた作品の面が古くなって魂を宿した付喪神（器物が変化した妖怪）であり、持ち主に対して大切に扱ってくれるよう頼むなどの解説がある。